# 35366 Kaifeng
35366 Kaifeng este un asteroid din centura principală de asteroizi.

## Descriere
35366 Kaifeng este un asteroid din centura principală de asteroizi. A fost descoperit pe 18 octombrie 1997 la Xinglong în cadrul programului Beijing Schmidt CCD Asteroid Program. Asteroidul prezintă o orbită caracterizată de o semiaxă mare de 2,23 ua, o excentricitate de 0,17 și o înclinație de 2,9° în raport cu ecliptica.